# Sociální norma

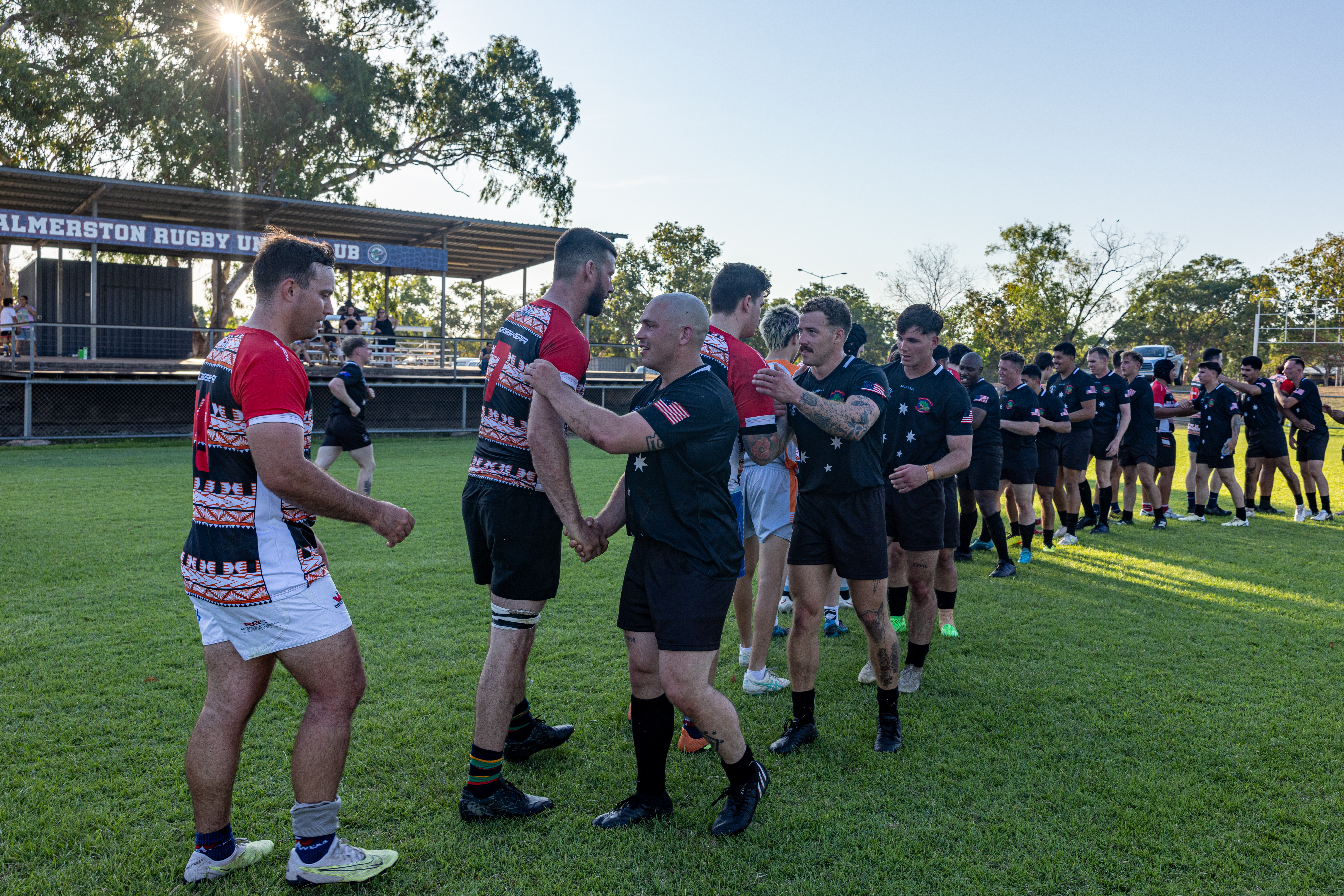
Příklad sociální normy, podání rukou mezi soupeři po ragbyovém utkání

Sociální normy jsou ideje, které regulují společenské vztahy tím, že na základě sociálních hodnot preskripují určité způsoby chování společenských subjektů v různých sociálních útvarech.
Základním předpokladem každé sociální normy je její kolektivní, popř. institucionální charakter. To znamená, že sociální norma musí být subjekty daného sociálního útvaru osvojena tak, aby očekávaly její dodržování i od ostatních subjektů. Každá norma rovněž předpokládá, že všechny subjekty nebudou konformní, tj. že se dané normě nepřizpůsobí, ale budou se od ní odchylovat, a proto disponuje sankcemi, kterými lze taková odchýlení postihovat.
Účelem sociálních norem je zejména zajištění sociální stability. Sociální normy mohou chápat i děti mladší jednoho roku.

## Znaky sociálních norem
- preskriptivnost (normativita)
- obecná závaznost
- vynutitelnost a sankcionovatelnost

## Struktura sociálních norem
- hypotéza[5] = podmínky pro závaznost dispozice
- dispozice[5] = pravidlo chování
- sankce[5] = prostředek k vynucení dispozice za předpokladu, že stanovená pravidla nebyla splněna

Regulace chování obsažená v dispozici může nabývat různých forem, jedná se o normativní modality:
- příkaz (imperativ), ze kterého vyplývá povinnost chovat se určitým způsobem
- zákaz (interdikce) neboli negativní příkaz, ze kterého vyplývá povinnost nechovat se určitým způsobem, ale zároveň také oprávnění chovat se způsobem, kterým to daná norma nezakazuje (implicitní dovolení)
- explicitní dovolení, ze kterého vyplývají oprávnění chovat se určitým způsobem

## Klasifikace sociálních norem
podle působnosti
- univerzální[6] – normy, které se vztahují na všechny subjekty v daném sociálním útvaru a které jsou nadřazené partikulárním normám v případě jejich kolize
- partikulární[6] – normy, které se vztahují na dílčí okruh společenských subjektů

podle normativních modalit
- zavazující – normy, ze kterých vyplývají povinnosti – přikazující a zakazující
- opravňující – normy, ze kterých vyplývají oprávnění

podle míry formálnosti
- formální – kodifikované normy (právní a náboženské normy)
- neformální – nekodifikované normy (morální normy)

## Normativní systémy
- systém zvykových norem[7] – normy, které vznikají spontánně dlouhodobým opakováním určitých vzorců chování ve společnosti, které jsou obecně závazné, ale mají partikulární charakter, neformální a postihované nejmírnějším systémem sankcí, kterými jsou zejména zesměšnění, ztráta společenské prestiže nebo vyloučení z daného společenského útvaru
- systém morálních norem[7] – normy, které vznikají spontánně na základě hodnocení chování podle bipolárních mravních kategorií (např. dobro a zlo) na morální a nemorální, které jsou obecně závazné, neformální a sankcionované ostatními společenskými subjekty ve formě odsouzení nebo zavržení, popř. pochvaly v pozitivním smyslu[8]
- systém náboženských norem[7] – normy, které vznikají imperativně z vůle náboženské autority (bůh, církev), rozdělují chování na zbožné nebo hříšné a které disponují vlastní soustavou sankcí náboženské povahy (např. ve formě důsledků promítajících se do posmrtného života)
- systém právních norem[7] – normy, které se od ostatních normativních systémů odlišují svým univerzálním a institucionálním charakterem, tj. sepětím se státní mocí. Jedná se o systém obecně závazných norem vytvořených nebo uznaných státem, resp. mezinárodním společenstvím států, ve formě, která je státem, resp. mezinárodním společenstvím států uznaná formou pramene práva, a vynucovaných soustavou institucí veřejné moci. Právní normy vznikají imperativně (právní předpisy a precedenty), konsensuálně (mezinárodní a kolektivní smlouvy), ale i uznáním norem jiných normativních systémů (právní obyčeje, náboženské normy)[9]

### Způsoby osvojování norem
- pod hrozbou trestu
- internalizací – považujeme-li normu za správnou, bez problémů ji přijmeme.
- konsensem a podporou – dělají-li to tak ostatní, budu to tak dělat také. Jedná se o typ konformity.
- opakovaným upozorňováním – dlouhodobě budu upozorňován, že to, co dělám, není správné. Dělat to přestanu.
- akční heuristikou – dodržování normy mi zjednodušuje život.

### Učení se sociálním normám
2 mechanismy sociálního učení
- sociální podmiňování – učení se na základě důsledků našich činů, tzn. metoda odměny a trestu. Budu-li za své chování odměněn, zvyšuje se pravděpodobnost toho, že budu chování opakovat. Bude-li naopak následovat trest, pravděpodobnost opakování se snižuje. Nenastane-li po mém chování nic, chování pomalu vymizí.
- učení nápodobou
- imitace – nápodoba úspěšných lidí
- modelování – vidím-li u někoho úspěšnou strategii, přijmu ji.

## Sociální kontrola a dodržování norem
Sociální kontrola je souborem nástrojů, kterými je zajišťována konformita, tj. dodržování sociálních norem.
Dodržování norem je posuzováno podle modelu normálního rozložení. V uvedeném modelu je za určující považovaná středová část. Chování v této části modelu lze označit jako chování odpovídající sociální normě. Tzn. Chování konformní. To, co se od středu odchyluje, teda se nachází mimo normu už je chápáno jako sociální deviace. Okraje modelu normálního rozložení zahrnují extrémní chování, obvykle stíháno trestně nebo jiným systémem sociální kontroly. Zde má rozhodující úlohu toleranční limit. V sociální sféře normy mnohokrát vystupují ve formě formálních zákonů nebo právních sankcí, prostřednictvím kterých jsou narušitelé zaužívaných norem trestáni. V další řadě získávají podobu neformálních a nekodifikovaných prostředků, nimiž společnost uplatňuje kontrolu nad svými členy. Zmíněné neformální pravidla jsou obvykle vyjádřeny v různých zvyklostech, zvycích nebo tradicích. Charakteristická je pro ně značná setrvačnost, mění se průběžně, a častokrát se osvědčí jako účinnější než oficiální příkazy nebo zákazy. Narušitel normy se setkává se sankcemi ve formě veřejného odsouzení, zahanbení nebo zesměšnění. Vycházejíc z lidské psychiky, zvýšená frekvence otevřeného nesouhlasu nebo výsměch zacílený proti chování určitého jedince je jedním z hlavních a nejfunkčnějších prostředků, které jedince odradí od deviace. Jedinec od porušování stanovených norem jednoduše upustí ze strachu z potenciálního zesměšnění nebo veřejného odsouzení. Porušení nepsaných norem, které si každá skupina vytváří individuálně, může v krajním případě vést k vyloučení jedince ze společnosti, nebo dokonce až k trestům fyzickým, či trestu usmrcením. (uříznutí ruky v případě krádeže) Sociální deviace Deviace je definovaná odchylkami od chování stanovených sociálními normami. V převážné míře je deviace v společnosti chápána negativně, ojediněle se však vyskytuje s pozitivním charakterem. Charakter je udáván dopadem, jaký deviace na danou skupinu má. [9] 

### Příklady deviace
- Negativní sociální deviace – bezdomovectví, drogy, alkoholismus, kriminalita, promiskuita, nefunkční rodina, sekty. Pozitivní sociální deviace – striktní dodržování napr. pravidel silničního provozu, abstinence, striktní dodržování zákonů, workoholismus, sportovci. Sociální patologie – označení pro negativní a obecně nežádoucí, nezdravé a nemorální společenské jevy.

### Sankce
Sankce jako nástroj sociální kontroly je v sociologickém významu chápána jako societární reakci jedince nebo skupiny, která má za cíl dodržovat stanovené sociální normy.
Typologie sankcí
- Pozitivní – motivační sankce -  odměny, pochvaly, povýšení
- Negativní – trest odnětí svobody, fyzické inzultace, posměch
- Formální – sankce se značnou mírou volnosti
- Represivní – nutí násilím k podřízení se platným pravidlům.

Funkce sankcí
- Protektivní – jedince chrání – ochrana osobní svobody, vlastnictví nebo ochrana osobnosti
- Represivní – nápravná funkce – potlačuje a trestá odchylky od sociálních norem
- Formativní – socializační funkce, uplatňuje se prostřednictvím výchovy, vzdělávání, médií a formuje povědomí společnosti,
- Gratifikační – odměňuje chování jedince nebo skupiny, které je pro společnost žádoucí – vyhlašování umělců
- Motivační – stimuluje k prospěšnému chování

## Příklady sociálních norem
- Norma reciprocity – dostaneme-li něco, cítíme se být zavázaní. Příkladem může být běžné dávání dárků. Dostaneme-li dárek, máme pocit, že bychom ho také měli dát, přestože třeba nechceme. Tato norma může být využívána jako taktika prodeje. Pokud totiž "zdarma" od prodejce hrnců obdržíte kuchařku, zvyšuje se pravděpodobnost, že si hrnce koupíte právě v důsledku působení normy reciprocity.

- Norma sociální odpovědnosti – týká se situace, kdy je někdo v nouzi. My situaci vidíme a měli bychom zasáhnout.

- Norma dodržování závazků – slíbíme-li něco, pak to také dodržíme. V praxi je nejúčinnější tzv. veřejný slib. Veřejně se zavážeme k tomu, že přestaneme kouřit. Od lidí, kteří byli přítomni našemu veřejnému závazku poté pociťujeme sociální tlak, což nám vlastně k dodržení slibu pomáhá.

- Genderové normy – normy rozdílného chování mužů a žen. Příkladem může být rozdílné oblékání. Není zcela běžné, aby muži nosili sukni.